# Протомісто
Протоміста —  термін, яким зазвичай позначають великі села або містечка періоду неоліту, як приміром Єрихон і Чатал-Гьоюк, а також будь-які доісторичні поселення, які мали і міські і сільські риси, коли намагаються їх відрізнити від міст, що з'явилися згодом. Деякі вчені відносять до протоміст поселення доісторичного Єгипту і шумеру періоду Убейду. Одним із найперших шумерських протоміст було Еріду, яке виникло близько 4000 до н.е. На території Європи до протоміст відносять поселення Трипільської культури, розквіт яких припадає на 4-е тисячоліття до н.е.
На території сучасної України були розташовані найбільші протоміста Трипільської культури: Майданецьке, Тальянки, Доброводи та Небелівка.
Протомістами називають також населені пункти, які виникали у VI—VIII століттях у східнослов'янському суспільстві — укріплені поселення, що в зародку мали ознаки майбутніх міст: ремісниче виробництво, осередок влади, культовий центр тощо. Однак не кожне протомісто могло перерости в місто: для того мали скластися особливо сприятливі соціальні, політичні й економічні умови.
Найдавнішим протомістом Русі був «град Кия», що виник наприкінці V — в першій половині VI століття, який згодом перетворився на місто й став столицею Київської Русі.